# Julie Pearson
Julie Pearson (née en 1978) est une éducatrice spécialisée et auteure québécoise de livres pour la jeunesse.

## Biographie
Julie Pearson a exercé en tant qu'éducatrice spécialisée auprès de la jeunesse, dans les centres jeunesse pendant une quinzaine d'années. Elle a obtenu en 2015, pour son premier livre, Elliot, le Prix du livre jeunesse des bibliothèques de Montréal, Canada,,,.
Son travail s'intéresse aux thématiques de l'enfance, de l'adoption, de la relation parent-enfant. Ces sujets font échos à sa vie personnelle et professionnelle,,.

## Prix et distinctions
En 2015, pour la publication de son album jeunesse Elliot, Julie Pearson a obtenu le Prix du livre jeunesse des bibliothèques de Montréal, et le Prix Cécile-Gagnon dans le volet "Album",. Le livre est également lauréat du Prix Purple Island du Nami concours pour ses illustrations,.

## Publications
- Julie Pearson et Manon Gauthier (ill. Manon Gauthier), Elliot, les 400 coups, coll. « Carré blanc », 2014 (réimpr. 2017) (1re éd. 2014) (ISBN 978-2-89540-655-6 et 978-2-89540-757-7, OCLC 1153577779, BNF 44288589)

- Julie Pearson (ill. Manon Gauthier), Pour Toujours, Toujours, Les 400 coups, 2014 (ISBN 978-2-89540-655-6, OCLC 883457379)